# Maria z Hesji-Kassel
Marie Wilhelmine Friederike (ur. 21 stycznia 1796 w Hanau, zm. 30 grudnia 1880 w Neustrelitz) – księżniczka Hesji-Kassel i poprzez małżeństwo wielka księżna Meklemburgii-Strelitz.
Urodziła się jako bratanica landgrafa Hesji–Kassel Wilhelma IX. Jej rodzicami byli młodszy brat monarchy – książę Fryderyk, syn księcia  Fryderyka II Heskiego i jego żona księżna Karolina Nassau-Usingen. 12 sierpnia 1817 w Kassel poślubiła wielkiego księcia Meklemburgii-Strelitz Jerzego. Para miała czworo dzieci:
- księżniczkę Ludwikę (1818-1842)
- Fryderyka Wilhelma (1819-1904), kolejnego wielkiego księcia Meklemburgii; jego żoną była Augusta Hanowerska
- księżniczkę Karolinę (1821-1876), zamężną za księciem Fryderykiem VII, przyszłym królem Danii
- księcia Jerzego Augusta (1824-1876), który poślubił Katarzynę Romanową, wnuczkę cara Rosji Pawła I

Została pochowana w kościele joannitów w Mirow.